# Thomas Mathews
Thomas Mathews (1676, Llandaff Court, Anglie – 2. října 1751, Londýn, Anglie) byl britský admirál, účastník dynastických a koloniálních válek první poloviny 18. století. Za války o rakouské dědictví dosáhl hodnosti admirála a byl vrchním velitelem ve Středomoří (1742–1744). Po neúspěšné bitvě u Toulonu byl předvolán před válečný soud a vyškrtnut ze seznamu námořních důstojníků. Poté žil v soukromí na svých statcích ve Walesu, do smrti zůstal poslancem Dolní sněmovny.

## Kariéra
Pocházel ze starobylé šlechtické rodiny z Walesu (pravopis příjmení rodu kolísá v podobách Mathew, Matthew nebo Mathews). Narodil se na rodovém sídle Llandaff Court jako syn plukovníka Edwarda Mathewse (†1700). Thomas vstoupil do námořnictva v roce 1690 a zúčastnil se několika bitev devítileté války, po válce sloužil pod admirálem M. Aylmerem ve Středomoří. V letech 1700–1703 působil v Karibiku, s hodností kapitána (1703) se vrátil do Evropy a za války o španělské dědictví sloužil pod admirálem Berkeleyem v Lamanšském průlivu. V letech 1710–1711 krátce sloužil v severní Americe, pak se vrátil do Anglie a zbytek války o španělské dědictví strávil v soukromí na svých statcích ve Walesu. Do aktivní služby byl povolán znovu za války Aliance čtyř a s admirálem Byngem bojoval v bitvě u mysu Passaro (1718). Později byl vyslán do Indie (1722–1724), v roce 1724 se vrátil do Anglie a delší dobu byl opět mimo aktivní službu. Usadil se znovu na rodovém majetku ve Walesu a v letech 1727 a 1734 neúspěšně kandidoval ve volbách do parlamentu. V letech 1736–1742 byl správcem loděnic v Chathamu.

## Válka o rakouské dědictví

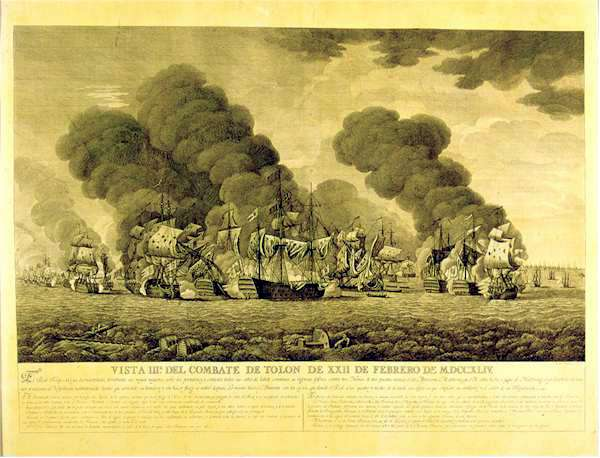
Bitva u Toulonu (1744)

Na počátku války o rakouské dědictví byl v roce 1742 povýšen na viceadmirála a jmenován vrchním velitelem ve Středomoří (1742–1744). Do jeho působení zde se promítly napjaté vztahy s admirálem Lestockem, které byly staršího data, a Mathews neúspěšně usiloval o jeho odvolání. V osobním kontaktu tehdy ale nebyli, protože Mathews byl zároveň vyslancem v Sardinii a měl diplomatické úkoly v Neapoli (1742–1743). V roce 1743 byl povýšen na admirála a v letech 1744–1746 zastával čestnou hodnost kontradmirála Velké Británie.
Špatná komunikace s admirálem Lestockem vyvrcholila v bitvě u Toulonu v únoru 1744, která kvůli špatné koordinaci bojových operací skončila britskou porážkou, i když se spíše jednalo o nerozhodné střetnutí s francouzsko-španělskou flotilou. Mathews i Lestock byli povoláni do Londýna před válečný soud, kde se vzájemně obviňovali z neschopnosti. Lestock byl nakonec díky vlivným přátelům (Henry Fox) osvobozen a mohl se vrátit do aktivní služby. Mathews byl rozhodnutím soudu vyškrtnut ze seznamu námořních důstojníků a poslán do penze (1746). Během soudního jednání byl nicméně zvolen do Dolní sněmovny za hrabství Glamorgan, kde vlastnil statky, a poslancem zůstal až do smrti (1747–1751).
Byl dvakrát ženatý, z prvního manželství měl syna Thomase, který sloužil v armádě. Podruhé se oženil v roce 1738 s bohatou dědičkou Millicent Fullerovou, dcerou londýnského šerifa Johna Fullera.